# Công ty quản lý người mẫu

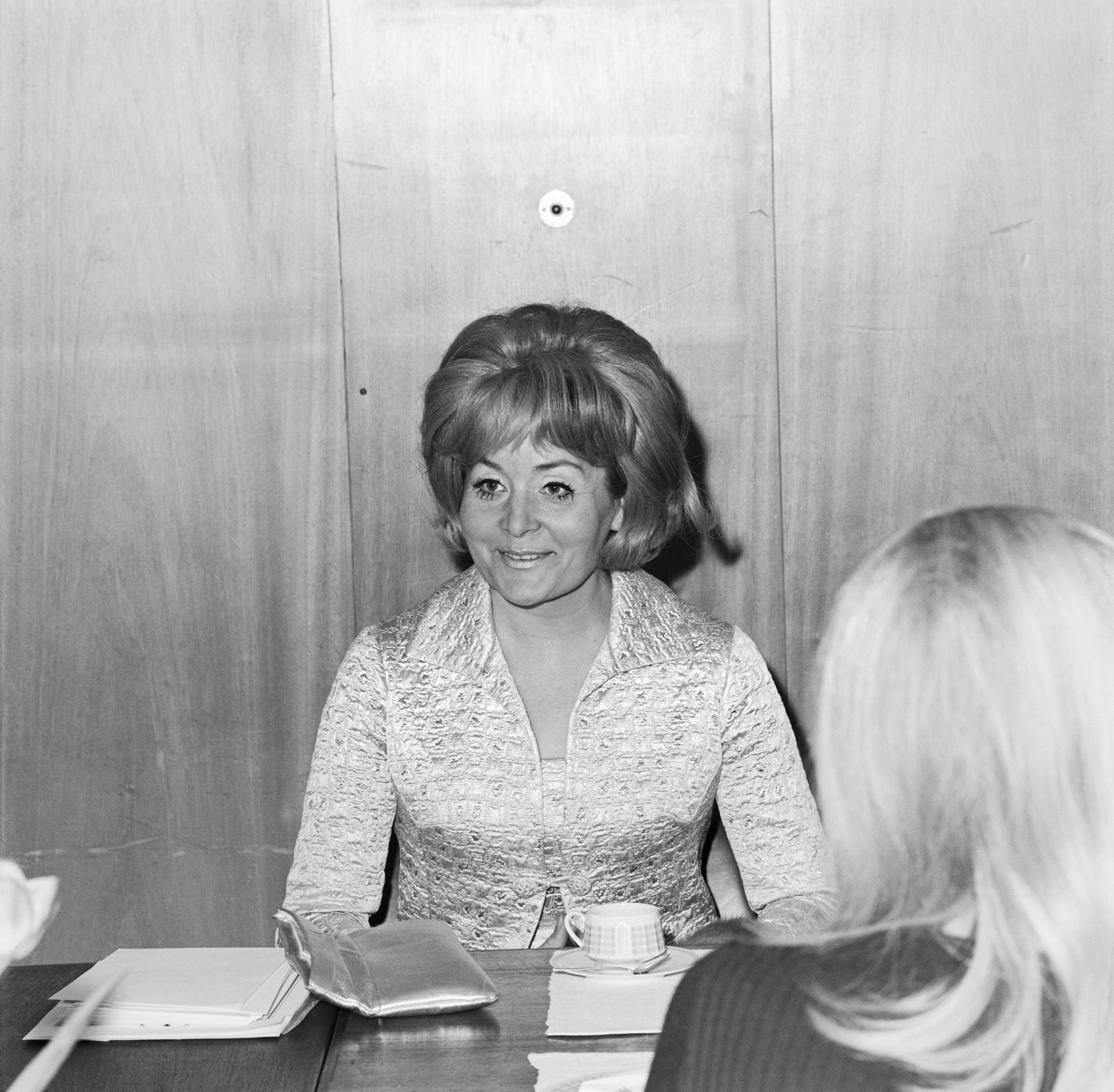
Bức ảnh của người sáng lập công ty người mẫu Phần Lan, bà Kerttu Selin (1925–1996).

Công ty quản lý người mẫu hay công ty đào tạo người mẫu (đôi khi còn gọi đơn giản là công ty người mẫu) là công ty chuyên đại diện cho người mẫu để hoạt động trong ngành công nghiệp thời trang. Những công ty này kiếm thu nhập thông qua tiền thù lao, thường là từ các thoả thuận mà họ thực hiện với người mẫu hay công ty đầu não.
Những công ty này tìm kiếm việc làm cho người mẫu bằng cách đại diện cho họ tới các nhà thiết kế, nhiếp ảnh gia và các công ty quảng cáo.

## Danh sách công ty tiêu biểu tại Việt Nam
| STT | Các công ty người mẫu    | Tên khác                    | Tên đầy đủ | Năm thành lập | Người sáng lập                    | Trụ sở | Các lĩnh vực hoạt động |
| --- | ------------------------ | --------------------------- | ---------- | ------------- | --------------------------------- | --- | --- |
| 1   | BeU Models               |                             |            | 2011          | Lê Thị Quỳnh Trang                | Số 16 Trương Định, phường Võ Thị Sáu, Quận 3, Thành phố Hồ Chí Minh                                                                                        | Phát hiện và đào tạo người mẫu; quản lý tài năng, nhà thiết kế thời trang như Vietnam's Next Top Model |
| 2   | Venus Model              | Venus                       |            |               | Vũ Khắc Tiệp                      | Số 60 Nguyễn Đình Chiểu, phường Đa Kao, Quận 1, Thành phố Hồ Chí Minh                                                                                      | Đào tạo và cung cấp người mẫu trong các buổi trình diễn thời trang, chụp hình, video quảng cáo, ca sĩ, lễ tân và người mẫu quảng cáo (PG/PB)                                                                           |
| 3   | Elite                    | - Elite Việt Nam - Tinh Hoa |            |               |                                   | Số 68 Ngô Đức Kế, Quận 1, Thành phố Hồ Chí Minh | Đào tạo và quản lý người mẫu |
| 4   | Newtalent                |                             |            | 2005          | Quang Tú                          | Số 21, ngõ 221 Tôn Đức Thắng, Hà Nội | Tổ chức các chương trình thời trang, đào tạo và quản lý các tài năng thời trang |
| 5   | Professional Look        | PL                          |            | 2003          | Anh Thư                           | Lầu 2 Nhà hát Bến Thành, số 6 Mạc Đĩnh Chi, phường Bến Nghé, Quận 1, Thành phố Hồ Chí Minh                                                                 | Cung cấp người mẫu trong các buổi trình diễn thời trang, chụp hình, quay phim quảng cáo, lễ tân, người mẫu quảng cáo (PG) trong các sự kiện, hội nghị,... cũng như đào tạo, ươm mầm các người mẫu nhí từ 4 đến 11 tuổi |
| 6   | CA3                      |                             |            |               | Xuân Lan                          | Câu lạc bộ Waterfront, số 5 Nguyễn Tất Thành, phường 13, Quận 4, Thành phố Hồ Chí Minh                                                                     | Đào tạo người mẫu chuyên nghiệp |
| 7   | BB Plus                  |                             |            |               | Hai chị em Thúy Hằng và Thúy Hạnh | Tòa nhà Kim Khí Thăng Long, số 1 Lương Yên, quận Hai Bà Trưng, Hà Nội                                                                                      | Đào tạo người mẫu chuyên nghiệp và người mẫu nhí; cung cấp người mẫu quảng cáo (PG), phục trang biểu diễn |
| 8   | BeU Academy              |                             |            | 2016          | Thanh Hằng                        | Tầng 3, Vincom Mega Mall, thành phố Thủ Đức, Thành phố Hồ Chí Minh                                                                                         | Quản lý và đào tạo người mẫu |
| 9   | Công ty người mẫu Á Châu |                             |            | 2008          | Nguyễn Thanh Trúc                 | - Tòa nhà Á Châu, số 87 ngõ Hòa Bình 7, Minh Khai, quận Hai Bà Trưng, Hà Nội - 1014/59/8 Cách Mạng Tháng 8, phường 5, quận Tân Bình, Thành phố Hồ Chí Minh | Tổ chức sự kiện; cung cấp người mẫu, ca sĩ, diễn viên, người dẫn chương trình (MC), người mẫu quảng cáo (PG) cho các sự kiện, hội nghị, triển lãm                                                                      |
| 10  | Star Event               |                             |            |               |                                   | Số 57 Láng Hạ, quận Ba Đình, Hà Nội | Tổ chức sự kiện, đào tạo người mẫu chuyên nghiệp |
| 11  | PG World                 |                             |            | 2015          | Thanh Dung                        | 133/36/14V Quang Trung, Phường 10, Quận Gò Vấp, Thành phố Hồ Chí Minh                                                                                      | Cung cấp người mẫu, cung cấp người mẫu nước ngoài, diễn viên, diễn viên nhí, diễn viên nước ngoài, người dẫn chương trình (MC), người mẫu quảng cáo (PG) cho các hoạt động quảng cáo, sự kiện, hội nghị, triển lãm.    |